# Atalanta Bergamasca Calcio 1943-1944
Questa pagina raccoglie i dati riguardanti l'Atalanta Bergamasca Calcio nelle competizioni ufficiali della stagione 1943-1944.

## Stagione
Nel 1943 la Seconda guerra mondiale in corso rese impossibile organizzare un regolare campionato. Al nord comunque fu organizzato un torneo diviso per regioni, definito Campionato Alta Italia.
L'attività ufficiale era sospesa, i contratti dei calciatori erano stati dichiarati sospesi. A causa della divisione dell'Italia causata dalla Linea Gotica molti giocatori si trovarono impossibilitati a tornare nelle loro città. Questo fece sì che nel Torneo di guerra (così venne chiamato il campionato) molti atleti si accasassero dove poterono. Nel caso dell'Atalanta, ci fu il ritorno di Giuseppe Bonomi dalla Roma e di Arnaldo Salvi dalla Cremonese e molti furono gli innesti dalla squadra riserve.
Il 16 gennaio 1944 iniziò la prima fase del campionato che prevedeva la suddivisione regionale delle squadre. L'Atalanta si classificò all'ottavo e ultimo posto non potendo così proseguire alla fase successiva.
Il Torneo di Guerra non fu valido ai fini statistici.
La Coppa Italia fu sospesa.

## Organigramma societario
Area direttiva
- Presidente: Nardo Bertoncini
- Segretario: Oreste Onetto

Area tecnica
- Allenatore: János Nehadoma

Area sanitaria

## Rosa
| N. |                      | Ruolo | Calciatore           |
| -- | -------------------- | ----- | -------------------- |
|    | Italia (bandiera)    | P     | Giuseppe Casari      |
|    | Italia (bandiera)    | D     | Salvatore Perrucci   |
|    | Italia (bandiera)    | D     | Massimiliano Zandali |
|    | Italia (bandiera)    | D     | Francesco Paredi     |
|    | Italia (bandiera)    | C     | Giuseppe Bonomi      |
|    | Argentina (bandiera) | C     | Hugo Lamanna         |
|    | Italia (bandiera)    | C     | Ettore Perani        |
|    | Italia (bandiera)    | C     | Vittorio Schiavi     |

| N. |                   | Ruolo | Calciatore       |
| -- | ----------------- | ----- | ---------------- |
|    | Italia (bandiera) | A     | Giacomo Baracchi |
|    | Italia (bandiera) | A     | Giuseppe Bussi   |
|    | Italia (bandiera) | A     | Dante Carrara    |
|    | Italia (bandiera) | A     | Valerio Cassani  |
|    | Italia (bandiera) | A     | Luigi Galliani   |
|    | Italia (bandiera) | A     | Angelo Piccioli  |
|    | Italia (bandiera) | A     | Sacchi           |
|    | Italia (bandiera) | A     | Arnaldo Salvi    |

## Calciomercato
| Acquisti | Acquisti        | Acquisti  | Acquisti |
| R.       | Nome            | da        | Modalità |
| -------- | --------------- | --------- | -------- |
| C        | Giuseppe Bonomi | Roma      |          |
| A        | Dante Carrara   | Triestina |          |
| A        | Luigi Galliani  | Pavia     |          |
| A        | Angelo Piccioli | Bologna   |          |
| A        | Arnaldo Salvi   | Cremonese |          |

| Cessioni | Cessioni            | Cessioni         | Cessioni |
| R.       | Nome                | a                | Modalità |
| -------- | ------------------- | ---------------- | -------- |
| D        | Alberto Citterio    | Bologna          |          |
| C        | Ermelindo Bonilauri | Vogherese        |          |
| C        | Paolo Tabanelli     | Faenza           |          |
| A        | Adriano Gè          | Genova 1893      |          |
| A        | Mario Gritti        | Ambrosiana-Inter |          |
| A        | Luciano Peretti     | Cremonese        |          |
| A        | Sallustio Stombelli | Cremonese        |          |

N.B. Tutti i trasferimenti sono provvisori e non sono ufficiali. Tutti i calciatori avevano l'obbligo di rientrare alla società di appartenenza al termine della guerra.

## Risultati

### Campionato Alta Italia

#### Eliminatorie zona Lombardia

##### Girone di andata
| Arbitro: | Cipriani (Milano) |

|           |           |            |
| Borra 15’ | Marcatori | 7’ Schiavi |

| Arbitro: | Cipriani (Milano) |

|                                    |           |                          |
| Schiavi 14’ Piccioli 62’ Salvi 65’ | Marcatori | 41’ Romanini 53’ Messora |

| Arbitro: | Matucci (Seregno) |

|                                                   |           |  |
| Del Medico 24’, 44’, 56’, 77’ Begni 27’ Mazza 70’ | Marcatori |  |

| Arbitro: | Carpani (Milano) |

|                        |           |  |
| Schiavi 21’ Perani 65’ | Marcatori |  |

| Arbitro: | Magnoni (Milano) |

|                                             |           |             |
| Luigi Gallanti 44’, 47’ Mario Bandirali 62’ | Marcatori | 66’ Schiavi |

| Arbitro: | Cipriani (Milano) |

|             |           |                  |
| Carrara 84’ | Marcatori | 21’, 58’ Gaddoni |

| Arbitro: | Marchetti (Milano) |

|                              |           |  |
| Santini 13’ Turconi 16’, 88’ | Marcatori |  |

##### Girone di ritorno
| Arbitro: | Bergomi (Milano) |

|             |           |  |
| Cassani 80’ | Marcatori |  |

| Arbitro: | Cazzamalli (Crema) |

|             |           |  |
| Ferrari 44’ | Marcatori |  |

| Arbitro: | Carpani (Milano) |

|  |           |                |
|  | Marcatori | 43’, 86’ Penzo |

| Arbitro: | Massironi (Milano) |

|                                 |           |           |
| Ganelli 62’ Barbieri 76’ (rig.) | Marcatori | 86’ Salvi |

| Bergamo 9 aprile 1944, ore ? 12ª giornata | Atalanta         | 0 – 0 | Fanfulla | Stadio Mario Brumana\| Arbitro: \| Mondani (Milano) \| |
| Arbitro:                                  | Mondani (Milano) |       |          |                                                        |

| Arbitro: | Brassi (Pavia) |

|                  |           |           |
| Rebuzzi 20’, 48’ | Marcatori | 50’ Salvi |

| Arbitro: | Carpani (Milano) |

|             |           |                                           |
| Carrara 16’ | Marcatori | 23’, 44’ Meazza 24’ Panagini ?’ Ghirlanda |

## Statistiche

### Statistiche di squadra
| Competizione           | Punti | In casa | In casa | In casa | In casa | In casa | In casa | In trasferta | In trasferta | In trasferta | In trasferta | In trasferta | In trasferta | Totale | Totale | Totale | Totale | Totale | Totale | DR  |
| Competizione           | Punti | G       | V       | N       | P       | Gf      | Gs      | G            | V            | N            | P            | Gf           | Gs           | G      | V      | N      | P      | Gf     | Gs     | DR  |
| ---------------------- | ----- | ------- | ------- | ------- | ------- | ------- | ------- | ------------ | ------------ | ------------ | ------------ | ------------ | ------------ | ------ | ------ | ------ | ------ | ------ | ------ | --- |
| Campionato Alta Italia | 8     | 7       | 3       | 1       | 3       | 8       | 9       | 7            | 0            | 1            | 6            | 4            | 18           | 14     | 3      | 2      | 9      | 12     | 27     | -15 |

### Statistiche dei giocatori
| Giocatore   | Campionato Alta Italia | Campionato Alta Italia |
| Giocatore   | Pres                   | Gol                    |
| ----------- | ---------------------- | ---------------------- |
| G. Baracchi | 1                      | 0                      |
| G. Bonomi   | 11                     | 0                      |
| G. Bussi    | 5                      | 0                      |
| G. Casari   | 14                     | -27                    |
| D. Carrara  | 10                     | 2                      |
| V. Cassani  | 11                     | 1                      |
| L. Galliani | 1                      | 0                      |
| H. Lamanna  | 14                     | 0                      |
| F. Paredi   | 11                     | 0                      |
| E. Perani   | 8                      | 1                      |
| S. Perrucci | 14                     | 0                      |
| A. Piccioli | 12                     | 1                      |
| Sacchi      | 1                      | 0                      |
| A. Salvi    | 14                     | 3                      |
| V. Schiavi  | 13                     | 4                      |
| M. Zandali  | 14                     | 0                      |